# باول مودي (مخترع)
باول مودي (بالإنجليزية: Paul Moody)‏ هو مخترِع أمريكي، ولد في 23 مايو 1779 في Byfield, Massachusetts ‏ في الولايات المتحدة، وتوفي في 5 يوليو 1831 في لوويل في الولايات المتحدة.

## وصلات خارجية
- باول مودي على موقع الموسوعة البريطانية (الإنجليزية)